# Drosophila affinidisjuncta
Drosophila affinidisjuncta är en tvåvingeart som beskrevs av Elmo Hardy 1978. Drosophila affinidisjuncta ingår i släktet Drosophila och familjen daggflugor.
Artens utbredningsområde är Hawaii.